# Pentax Spotmatic F
Asahi Pentax Spotmatic F (SPF) — малоформатный однообъективный зеркальный фотоаппарат, выпускавшийся в прочном стальном корпусе в чёрном или чёрно-серебристом исполнении c 1973 до 1976 года. На рынке США известна как Honeywell Pentax Spotmatic F. Эта модель является дальнейшим развитием Pentax Spotmatic II.

## Отличия от камеры-предшественницыPentax Spotmatic II
Главное отличие от предшественницы — экспозамер при открытой диафрагме при использовании объективов серии SMC Takumar.
Экспонометр камеры сопряжён и по выдержке, и по диафрагме. Специальный поводок передаёт из объектива в камеру значение установленной диафрагмы. Поворотом рычажка вокруг кнопки спуска, последняя блокируется.
Питает экспонометр элемент 625-го типа.

## Некоторые технические характеристики
- Автоспуск на 6-12 секунд.
- Выдержка синхронизации — 1/60 сек.
- Отрабатываемые механическим затвором выдержки: B, 1 — 1/1000 сек.
- Небольшими партиями выпускались комплекты с моторным приводом и датирующей задней крышкой.
- С объективами SMC Takumar экспозамер производится при открытой диафрагме с передачей предустановленного значения диафрагмы объектива.
- С более ранними объективами экспозамер производится только на рабочей диафрагме, поскольку у этих объективов нет возможности передать значение предустановленной диафрагмы.
- Встроенный и сопряжённый по выдержке и диафрагме TTL-экспонометр (CdS) EV3-18.
- Фокусировочный экран на основе линзы Френеля c микропризмами. Альтернативный — с клиньями Додена
- В видоискателе отображается стрелка экспонометра.
- Чувствительность плёнки вводится с помощью кольца, расположенного на барабане установки выдержки, в диапазоне 20-3200 ASA.
- Репетир диафрагмы.
- Фотовспышка может подключаться синхрокабелем: доступны X и FP синхронизация или через «горячий башмак»: доступна только X-синхронизация.
- Возможность установки электрического лентопротяжного механизма Asahi Pentax Motor Drive.

## Название камеры
Компания Honeywell была эксклюзивным дистрибьютором Asahi Optical в США с 1959 по 1974 год. В связи с этим все камеры Asahi Optical на территории США продавались под торговой маркой Honeywell, что отражалось в логотипе нанесённом на фронтальную часть пентапризмы.